# Screamadelica
Screamadelica è il terzo album del gruppo britannico Primal Scream, pubblicato il 23 settembre 1991 nel Regno Unito dalla Creation Records e l'8 ottobre 1991 negli Stati Uniti d'America dalla Sire Records.

## Composizione e pubblicazione
Nel 1989 i Primal Scream e altri artisti dell'etichetta Creation iniziarono a frequentare feste acid house. Secondo quanto riportò il cantante Bobby Gillespie dichiarò: 
 Reduci da queste esperienze, i Primal Scream entrarono in contatto con Andrew Weatherall della Junior Boy's Own, e gli chiesero di remixare la loro I'm Losing More Than I'll Ever Have. Il singolo risultante Loaded vendette oltre centomila copie ed entrò nelle classifiche britanniche. Nell'arco di diciotto mesi, la band di Glasgow replicò la formula su altri singoli, poi raccolti su Screamadelica, uscito nel 1991. Uno dei brani dell'album, Movin' on Up, raggiunse la posizione numero 2 nella classifica musicale Modern Rock Tracks e la ventottesima nella Mainstream Rock Tracks.

## Descrizione
Screamadelica segnò un allontanamento della band dalle sonorità indie rock e ispirate a Love, Byrds e Velvet Underground, e un improvviso avvicinamento alla house, la techno, lo shoegaze, e la musica di Tim Buckley, Augustus Pablo, Parliament/Funkadelic, i Beach Boys di Smile e John Coltrane. L'album comprende i singoli Come Together, un brano dove si sentono cori gospel, Higher than the Sun (1991), una collaborazione con Alex Paterson che è considerata il capolavoro del disco, Loaded, ove si sentono un campionamento da un mix italiano di Edie Brickell What I Am e un altro dal film I selvaggi con Peter Fonda, Don't Fight It, Feel It, dove fa capolino la voce di Denise Johnson, Movin' on Up, e Damaged. L'album è considerato importante nel contesto rock inglese per aver conciliato rock e dance e per la sua sensualità. Secondo Ondarock:

## Accoglienza
| Recensione | Giudizio       |
| ---------- | -------------- |
| AllMusic   | [ 1 ]          |
| Ondarock   | Pietra miliare |

Alla sua uscita, Screamadelica venne salutato dalla stampa, che lo elesse album dell'anno, e raggiunse l'ottavo posto della classifica britanniche. L'album ricevette anche il plauso della critica, e nel 1992 ottenne il Mercury Prize.

## Copertina
La copertina dell'album è stata dipinta per la Creation Records dall'artista Paul Cannell, scomparso nel 2005. Fu tra le dieci copertine degli album scelti dalla Royal Mail per una serie di Classic Album Covers, francobolli emessi in gennaio 2010.

## Formazione
- Bobby Gillespie – voce
- Andrew Innes – chitarra
- Robert Young – chitarra
- Martin Duffy – tastiere
- Henry Olsen – basso
- Phillip "Toby" Tomanov – batteria

## Tracce
Tutte le tracce sono scritte da Bobby Gillespie, Andrew Innes e Robert Young, eccetto dove indicato.
1. Movin' on Up – 3:47
2. Slip Inside This House – 5:14 (Roky Erickson, Tommy Hall)
3. Don't Fight It, Feel It – 6:51
4. Higher Than the Sun – 3:36
5. Inner Flight – 5:00
6. Come Together – 10:21
7. Loaded – 7:01
8. Damaged – 5:37
9. I'm Comin' Down – 5:59
10. Higher Than the Sun (A Dub Symphony in Two Parts) – 7:37
11. Shine Like Stars – 3:45